# Christian Lindell
Christian Lindell (Río de Janeiro, Brasil, 20 de noviembre de 1991) es un tenista profesional sueco, que originalmente representaba a su nación natal Brasil.

## Carrera
Su ranking individual más alto logrado en el ranking mundial ATP, fue el n.º 177 el 20 de julio de 2015. Mientras que en dobles alcanzó el puesto n.º 300 el 18 de enero de 2016.
No ha logrado hasta el momento títulos de la categoría ATP ni de la ATP Challenger Tour, aunque sí ha obtenido varios títulos Futures tanto en individuales como en dobles.